# Локбуи (Колорадо)
Локбуи (енгл. Lochbuie) град је у америчкој савезној држави Колорадо.

## Демографија
По попису из 2010. године број становника је 4.726, што је 2.677 (130,6%) становника више него 2000. године.
| Група             | 2000.         | 2010.         |
| Белци             | 1.265 (61,7%) | 3.042 (64,4%) |
| Афроамериканци    | 5 (0,2%)      | 53 (1,1%)     |
| Азијати           | 3 (0,1%)      | 37 (0,8%)     |
| Хиспаноамериканци | 736 (35,9%)   | 1.502 (31,8%) |
| Укупно            | 2.049         | 4.726         |